# Antonio Ravelo
Antonio Ravelo Rodríguez (Garachico, España; 2 de abril de 1940 - Caracas, Venezuela; 15 de febrero de 2014) fue un futbolista venezolano de origen español, hermano mayor del también jugador de fútbol José Ravelo. Disputó 13 partidos internacionales con Venezuela entre 1962 y 1969.

## Trayectoria
Comenzó en 1950 a jugar fútbol junto a su hermano José Ravelo en el equipo infantil Arenas de Armilla Cultura y Deporte, con el que jugó hasta los 14 años ya que en 1955 se muda a Caracas, Venezuela, junto a su familia.
En su estancia en la capital, se incorpora al equipo juvenil de La Salle donde jugó por tres años, hasta que es llamado por el Deportivo Español, equipo que recién debutaba en la naciente Primera División de Venezuela en el año 1958. Su accionar como delantero hace que en 1959 La Salle lo llame para jugar, sin embargo en 1960 vuelve con el Deportivo Español, con el que obtiene el subcampeonato de primera división.
En 1961 pasa al Banco Agrícola y Pecuario, club con el que conseguiría marcar 11 goles para así llevarse el campeonato de goleo. Ese mismo año jugó la Copa Venezuela con el Dos Caminos Sport Club. En 1962 pasa al Club Deportivo Portugués y logra su primer título de campeón de Venezuela. En 1963, él y su hermano José se incorporan al naciente Unión Deportiva Canarias, con el cual se mantiene hasta 1972, año en que se retira como jugador profesional, no sin antes titularse campeón de Venezuela con los canarios en 1968 y participar en dos Copa Libertadores con este equipo. Va al Deportivo Galicia como refuerzo en 1971.

## Selección nacional
Con Venezuela debutó en los IX Juegos Centroamericanos y del Caribe de 1962 celebrados en Kingston, Jamaica; disputó cinco partidos y anotó un gol, ganando la medalla de plata. Formó parte además, de la primera selección venezolana que disputó un partido de Premundial, el 16 de mayo de 1965 en la derrota ante Perú (Lima, 1-0). Esa tarde alinearon los hermanos Ravelo, Antonio y Chelo.
En 1967 disputó en el Campeonato Suramericano (después llamado "Copa América") en Montevideo, Uruguay en el que anotó dos goles en la victoria de 3-0 de Venezuela sobre Bolivia, la primera obtenida en esta competencia. 
Cerró su actuación con La Vinotinto en el premundial de México de 1970, acumulando un total de 13 partidos y 2 goles.

## Clubes
| Club                      | País      | Año       |
| ------------------------- | --------- | --------- |
| Club Deportivo Español    | Venezuela | 1958      |
| La Salle Fútbol Club      | Venezuela | 1959      |
| Club Deportivo Español    | Venezuela | 1960      |
| Banco Agrícola y Pecuario | Venezuela | 1961      |
| Dos Caminos Sport Club    | Venezuela | 1961      |
| Club Deportivo Portugués  | Venezuela | 1962      |
| Unión Deportiva Canarias  | Venezuela | 1963-1970 |
| Deportivo Galicia         | Venezuela | 1971      |
| Unión Deportiva Canarias  | Venezuela | 1972      |

## Palmarés

### Campeonatos nacionales
| Título           | Club                     | País      | Año  |
| ---------------- | ------------------------ | --------- | ---- |
| Primera División | Club Deportivo Portugués | Venezuela | 1962 |
| Primera División | Unión Deportiva Canarias | Venezuela | 1968 |

### Distinciones individuales
| Distinción                                          | Año  |
| --------------------------------------------------- | ---- |
| Máximo goleador de la Primera División de Venezuela | 1961 |